# Anemone tuberosa
Anemone tuberosa là một loài thực vật có hoa trong họ Mao lương. Loài này được Rydb. mô tả khoa học đầu tiên năm 1902.

## Hình ảnh

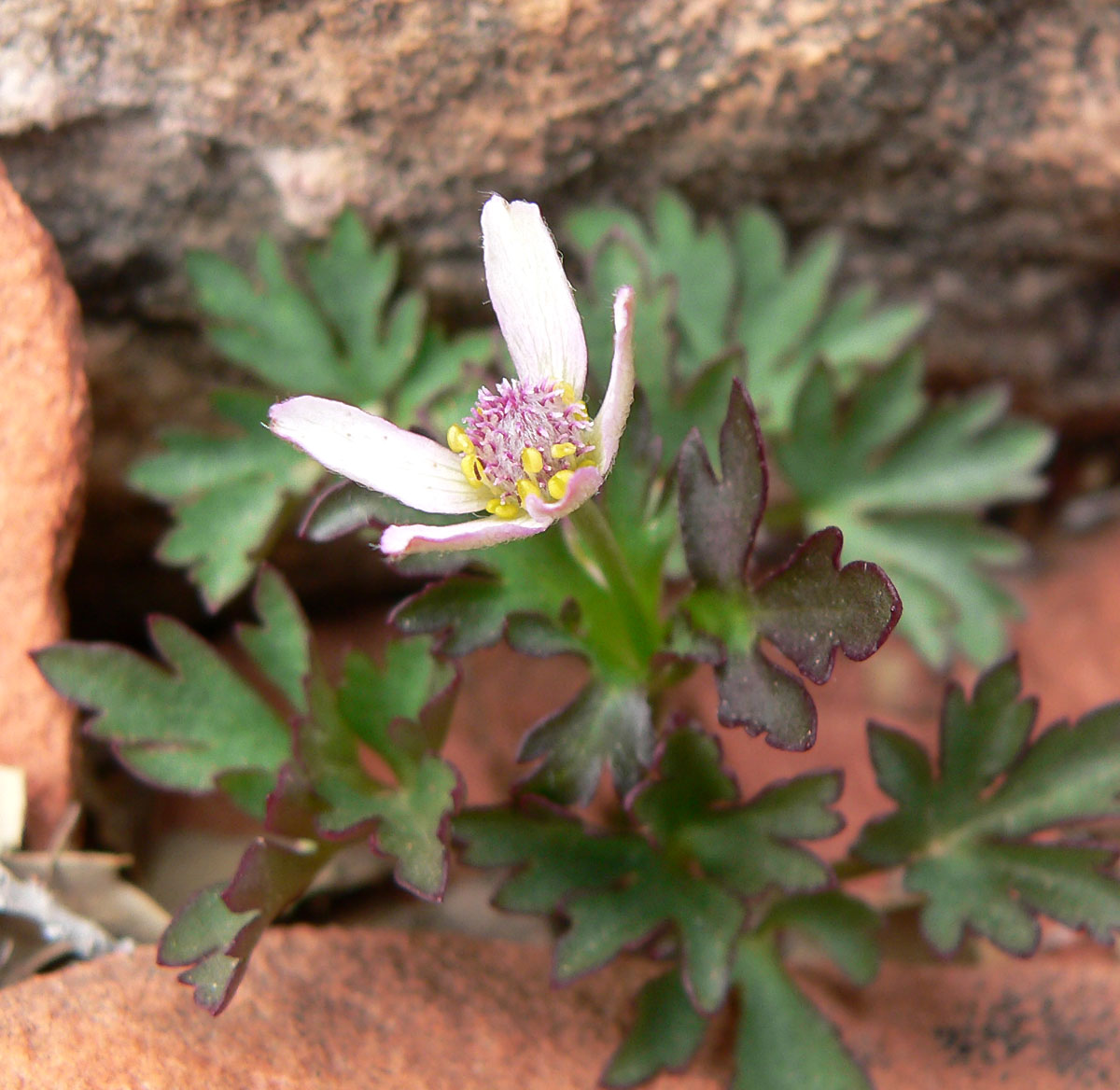
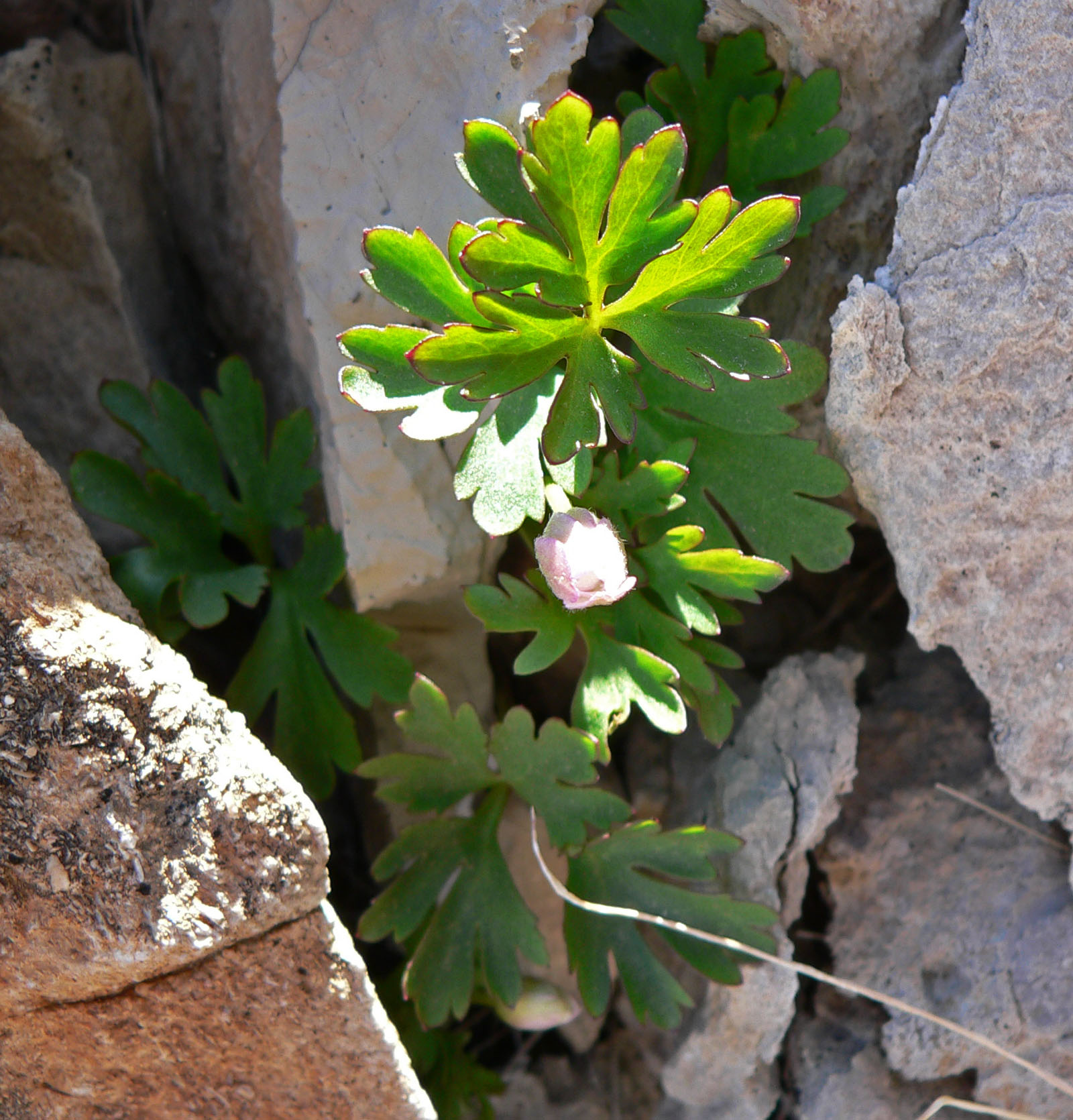
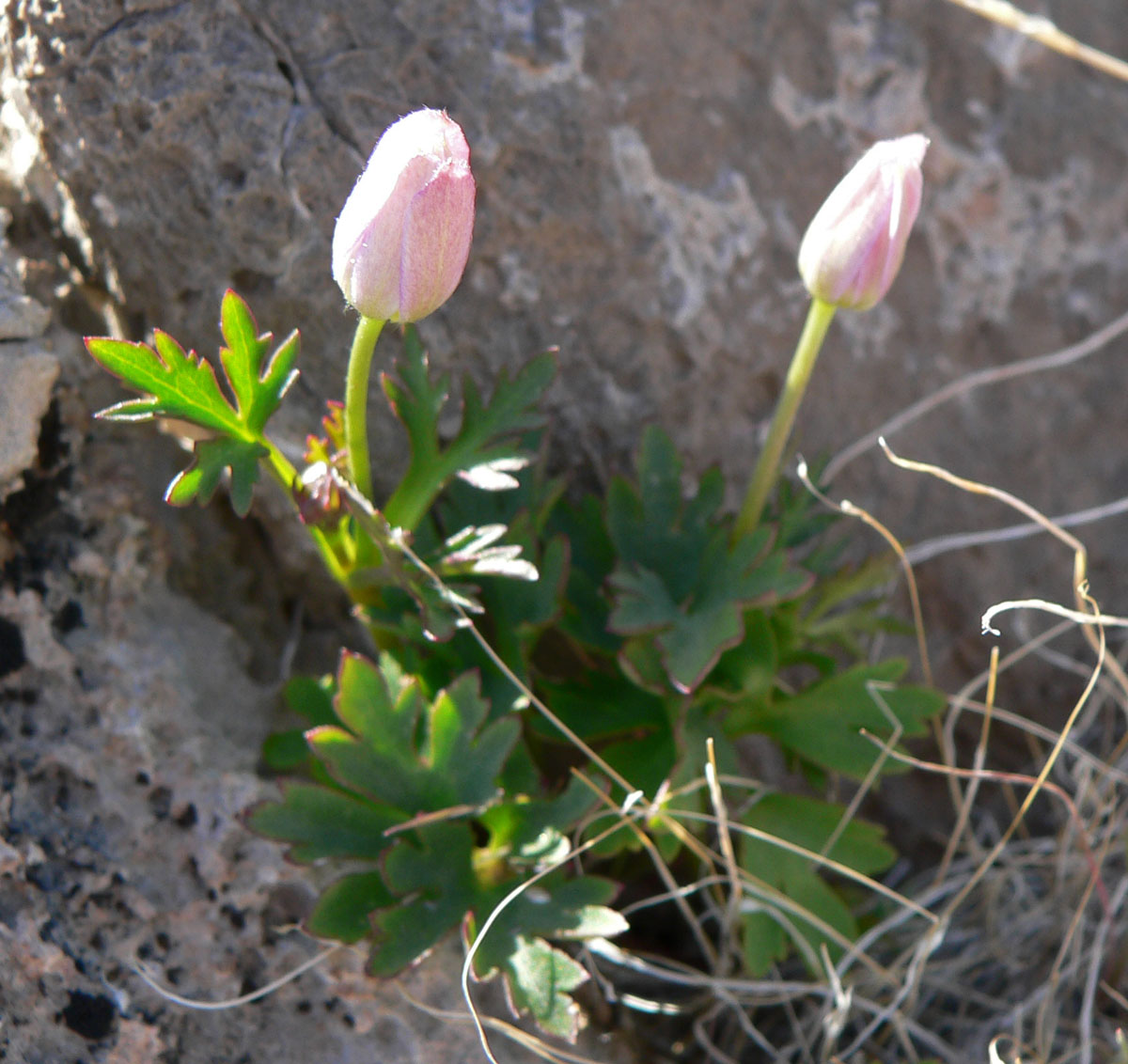
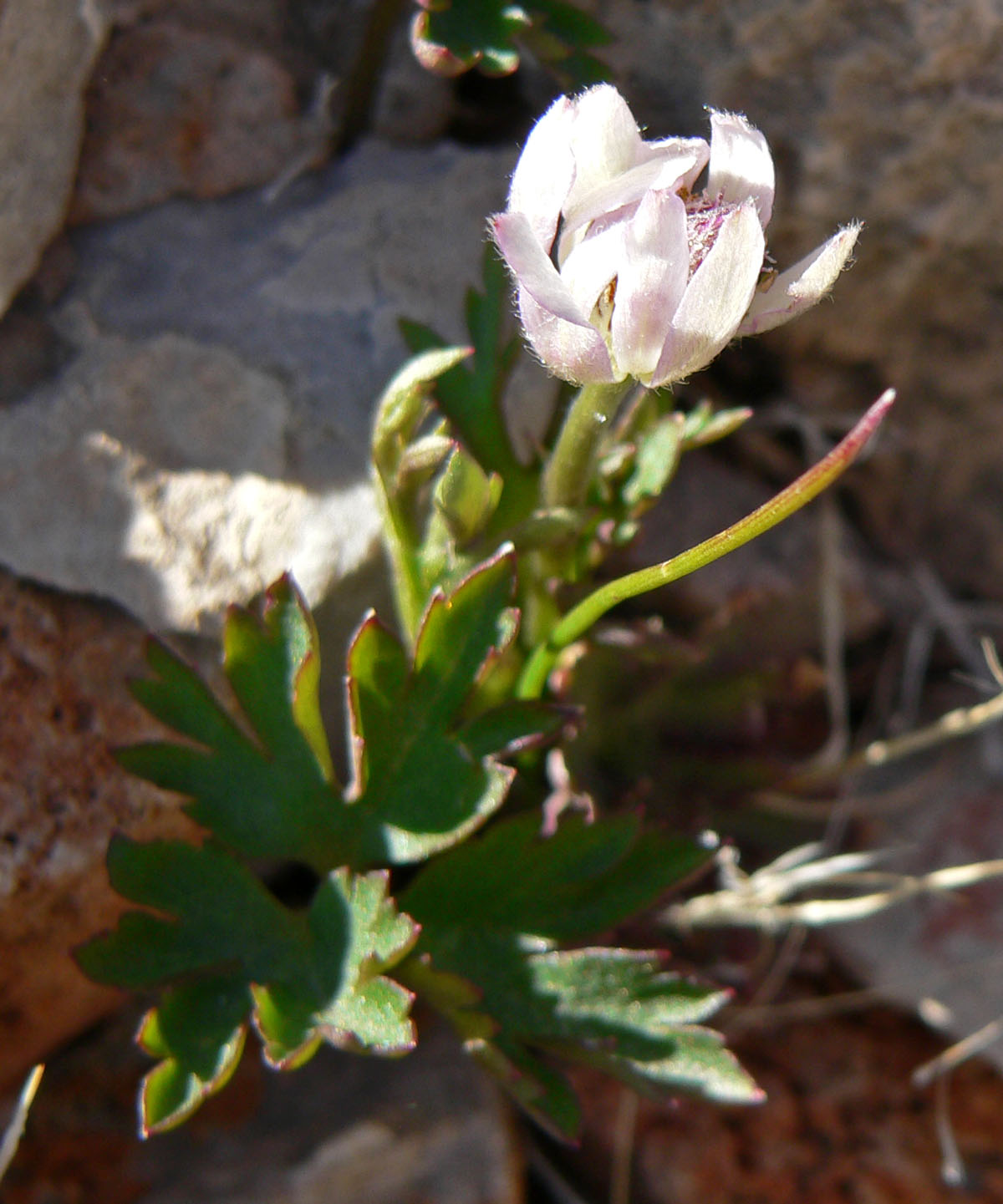